# テイラー・エイブリル
テイラー・エイブリル（Taylor Averil, 1992年3月5日 - ）は、アメリカ合衆国の男子バレーボール選手。アメリカ代表。

## 来歴

### クラブチーム
ポートランド出身。ハワイ大学システムを卒業後、2015/16シーズンにイタリアセリエA1のPallavolo Padovaと契約しプロ選手としてキャリアをスタートさせた。2017年、パワーバレー・ミラノに移籍し、1年間プレーした。2018年、フランスのChaumont Volley-Ball 52へ移籍し、2018/19シーズンのフランス・マルマラ・スパイクリーグでは準優勝し、ベストミドルブロッカー賞を受賞した。1年間のブランクを経て、2020年、ASカンヌへ加入すると2020/21シーズンのフランス・マルマラ・スパイクリーグで優勝を果たした。2021年5月、ポーランドのIndykpol AZS Olsztynへ移籍することが発表され、2年間プレーした。2023年11月、Projekt Warszawaへの移籍が発表され、2023/24シーズンのプラスリーガでは3位となり、ベストミドルブロッカー賞を受賞した。2024年6月、イタリアセリエA1のヴェロ・バレー・モンツァへの移籍が発表された。2025年7月、SVリーグの東レアローズ静岡入団が発表された。

### 代表チーム
2014年、シニア代表に初選出され、同年のパンアメリカンカップでデビューし銀メダルを獲得。2017年、ワールドリーグに出場し、4位となった。2018年、ネーションズリーグに出場し銅メダルを獲得した。同年9月の世界選手権に出場し銅メダルを獲得した。2019年、ネーションズリーグに出場し銀メダルを獲得した。2022年、世界選手権に出場した。2023年、パリ五輪予選に出場し、パリ五輪出場権獲得に貢献した。2024年、パリ五輪に出場し銅メダルを獲得し、自身はベストミドルブロッカー賞を受賞した。

## 球歴
- オリンピック - 2024年
- 世界選手権 - 2018年、2022年
- ワールドカップ - 2023年
- ネーションズリーグ - 2018年、2019年、2021年、2023年、2024年
- ワールドリーグ - 2017年
- グラチャン - 2017年

## 受賞歴
- 2019年 - 2018/19フランス・マルマラ・スパイクリーグ ベストミドルブロッカー
- 2021年 - 2020/21フランス・マルマラ・スパイクリーグ ベストミドルブロッカー
- 2023年 - 2022/23プラスリーガ ベストミドルブロッカー
- 2024年 - パリオリンピック ベストミドルブロッカー

## 所属クラブ
- ハワイ大学システム（2011-2015年）
- Pallavolo Padova（2015-2017年）
- パワーバレー・ミラノ（2017-2018年）
- Chaumont Volley-Ball 52（2018-2019年）
- ASカンヌ（2020-2021年）
- Indykpol AZS Olsztyn（2021-2023年）
- Projekt Warszawa（2023-2024年）
- Vero Volley Monza（2024-2025年）
- 東レアローズ静岡（2025年-）